# Фирн

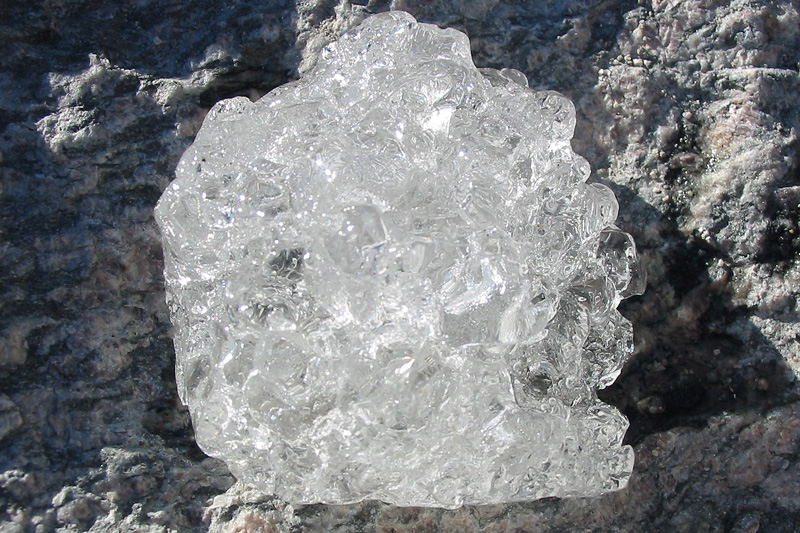
Фирн

Фирн (от др.-в.-нем. firni — прошлогодний, старый) — плотно слежавшийся, зернистый и частично перекристаллизованный, обычно многолетний снег, точнее — промежуточная стадия между снегом и глетчерным льдом. Плотность такой ледяной породы, состоящей из связанных между собой ледяных зёрен, лежит в пределах от 0,45 г/см³ до 0,8 г/см³.

## Образование фирна
Превращение снега в фирн называется фирнизацией снега.
Фирн образуется в горах выше снеговой линии и в полярных областях, там, где выпавший снег не успевает за лето стаять.
- Если талой воды много, то снег быстро оседает, уплотняется, набухает и насыщается водой, и когда такая масса смерзается, возникает инфильтрационный фирн.

- Если температуры близки к нулю, но талая вода не заливает снег, а он только подтаивает и увлажняется, то снежинки быстро округляются и оседают, менее устойчивые мелкие зёрна постепенно вытаивают, доставляя питание для роста крупных, и в результате образуется режеляционный фирн.

- Если температуры всё время остаются ниже нуля, то снег уплотняется под давлением вышележащих слоёв, отдельные кристаллы льда (снежинки) начинают разрушаться, срастаться и перемещаться, плотно заполняя промежутки между собой, в результате формируется рекристаллизационный фирн.

Поскольку интенсивность и тип преобразования снега в фирн, а фирна в лёд бывают очень разными, то на ледниках выделяют разные зоны льдообразования.

## Строение и толщина

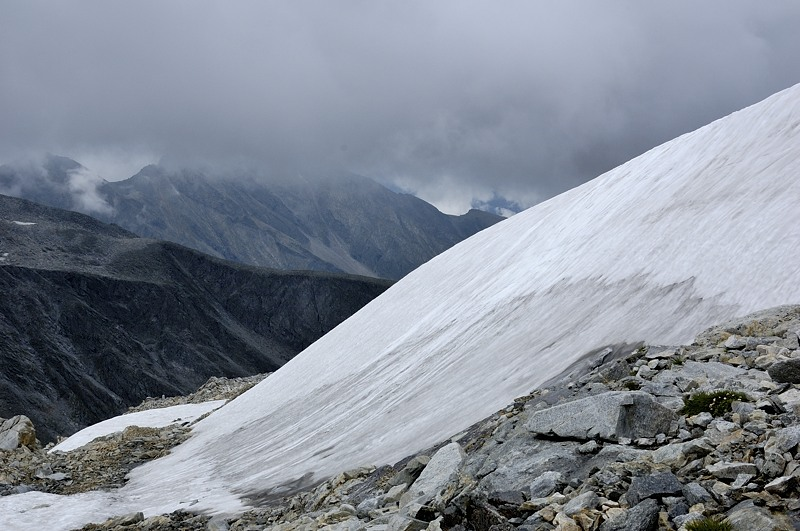
Фирновое поле, Высокий Тауэрн

Фирн и лёд, возникшие при разных условиях фирнизации и льдообразования, имеют разную кристаллическую структуру, ориентировку и размер зёрен, содержание и форму пузырьков воздуха и пор.
Так как фирнизация по холодному типу идёт медленнее всего, то в условиях очень низких температур Антарктиды толщина слоя фирна может достигать 100 м. Толщина «тёплого» инфильтрационного фирна, который обычно находится в области питания горных ледников выше фирновой линии, не превышает 20—30 м.

## Иглу
Из фирна эскимосы возводят жилища уникального типа: купольные безопорные конструкции, позволяющие жить и работать в условиях Крайнего Севера. При необходимости из фирна возводятся целые поселки: несколько десятков иглу, соединённых из фирна же построенными тоннелями-переходами, что позволяет сравнительно комфортно и безопасно пребывать в тундре в пургу и сильные морозы.